# 唐寅
唐 寅（とう いん、拼音: Táng Yín、成化6年2月4日（1470年3月6日） - 嘉靖2年12月2日（1524年1月7日））は、中国明代に活躍した文人である。書画に巧みで祝允明・文徴明・徐禎卿と並んで呉中四才子と呼ばれた。字は伯虎、仏教に心を寄せたことから六如と号した。唐解元とも呼ばれるが他の3人とは違って、官職につくことができなかった。

## 生涯[1][2]

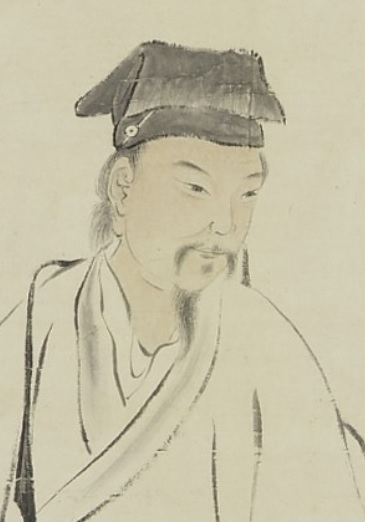
唐寅　新羅山人画　1743年

父の唐広徳は、蘇州府呉県の繁華街で営業していた肉屋（あるいは酒屋・飲食業）だった。張霊とは幼なじみであった。幼少から利発であったため教育を受けることができた。絵を沈周に学び、早熟型でもあったため人々の注目を集めた。16歳のときに蘇州府学に入学、生員となった。ここで、同年の文徴明と親友となった。文徴明は、享楽型の唐寅とは対称的な真面目人間であったが、それ故にウマがあってこちらも20年に渡る親友となった。文徴明の父の文林も唐寅の才能を認めており、自分のネットワークを通じて唐寅の名を宣伝してくれた。 名門の子であった祝允明は、飲む打つ買うの道楽者で、突飛な奇行で知られた人物であり10歳年上だったが、生涯に渡る親友となった。1488年、最初の妻：徐氏と結婚したが、6年後死別した。
青年期になって、科挙受験のため勉学に励むが御覧の通りの享楽者故にまったく身が入らなかった。この状況を見るに見かねた祝允明の説教によって一念発起、遊びにも目をくれず一心不乱に勉学に励んだ結果、1498年に29歳の時、南京で行われた郷試にトップで合格。郷試をトップで合格した者は解元と呼ばれるため、唐解元という呼び名もここから来ている。科挙に落第し続けた祝允明や文徴明とは違い、高級官僚への道が開けたように見えたが思わぬ落とし穴が待ち受けていた、会試でのカンニング事件に連座して投獄、その結果、科挙の受験資格を失ってしまうのである。一説には、実は会試の首席合格が決まっており、発表前にその事を知った同郷で同じ受験生の都穆という人物が、嫉妬の余りに関係筋に讒言した事が原因という話もあって、事実はさだかではないが、唐寅は都穆という人物を終生嫌いぬいた。誰かがお節介にも2人の間を修復しようと顔を合わせる機会を作ったが、唐寅は都穆の顔を見るなり建物の2階から飛び降りてそのまま帰ってしまったりという話もあり、温厚紳士で知られた親友の文徴明でさえも、都穆の話になると嫌悪感を露わにしたという。
官僚になる機会を奪われた唐寅であったが、幸いなことに時代が味方してくれた。彼の生きた明代中期というのは経済が発展した時代であり、官吏や定職に就かなくても生きていけた。蘇州という都市は大都市であると同時に、元末は張士誠の根拠地として明の覇業に最後まで抵抗した事から明成立後に弾圧を受けたが、経済都市として昔に勝る反映を遂げたという歴史を持つだけに、反権力的であり、落第者に対しても優しい空気を持っていた。そんな気風の中で、唐寅は自作の絵や書を売りながら生計を立てていく。蘇州の人々には書画を買って楽しめる経済的余力が充分にあり、加えて技術や自由奔放な人物ぶりから唐寅の名声は高く、彼の書画は飛ぶように売れたという。
唐寅は、はじめ沈周の画法で描いたが、1500年ごろから周臣から学んだ李唐風を採用した。唐寅の人物画は、周臣の影響とともに、呉偉・杜菫からの影響が明らかである。
1512年に日本人商人の彦九郎に自作の詩を自署して贈っていて現存している「贈彦九郎詩」（京都国立博物館）。1500年ごろから文徴明と疎遠になっていたが、1513年に修好を願う手紙をに送っている。
1514年、寧王の厚い招聘に応じて、廬山や鄱陽湖に遊びつつ、南昌に至った。寧王と肌の合わないことを知り、素っ裸で寧王の使者の前に現れるという奇策で南昌を脱出することができ、1515年秋ごろに蘇州に帰った。その結果、1519年の寧王の乱において追及されることはなかった。その後は書画家・文人として、平穏な世界の中、市中に漂白して自由人として生きた唐寅は1523年54歳でその生涯を閉じた。経済的には貧困にあえいでいたかもしれないが、何物にも囚われることなく自由に生きられた人生は幸福だったといえるだろう。

## 作品

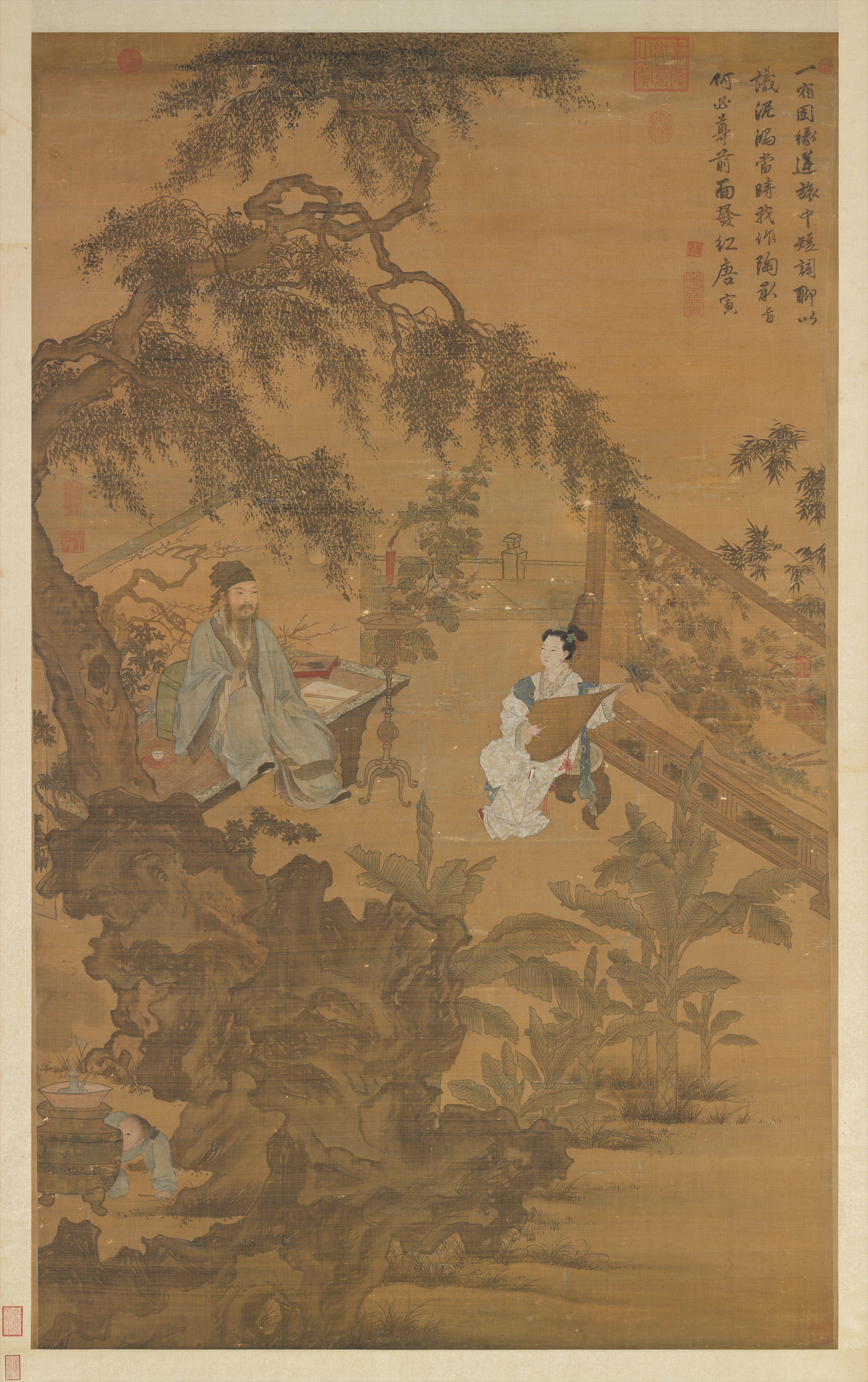
陶穀贈詞図　台北　國立故宮博物館
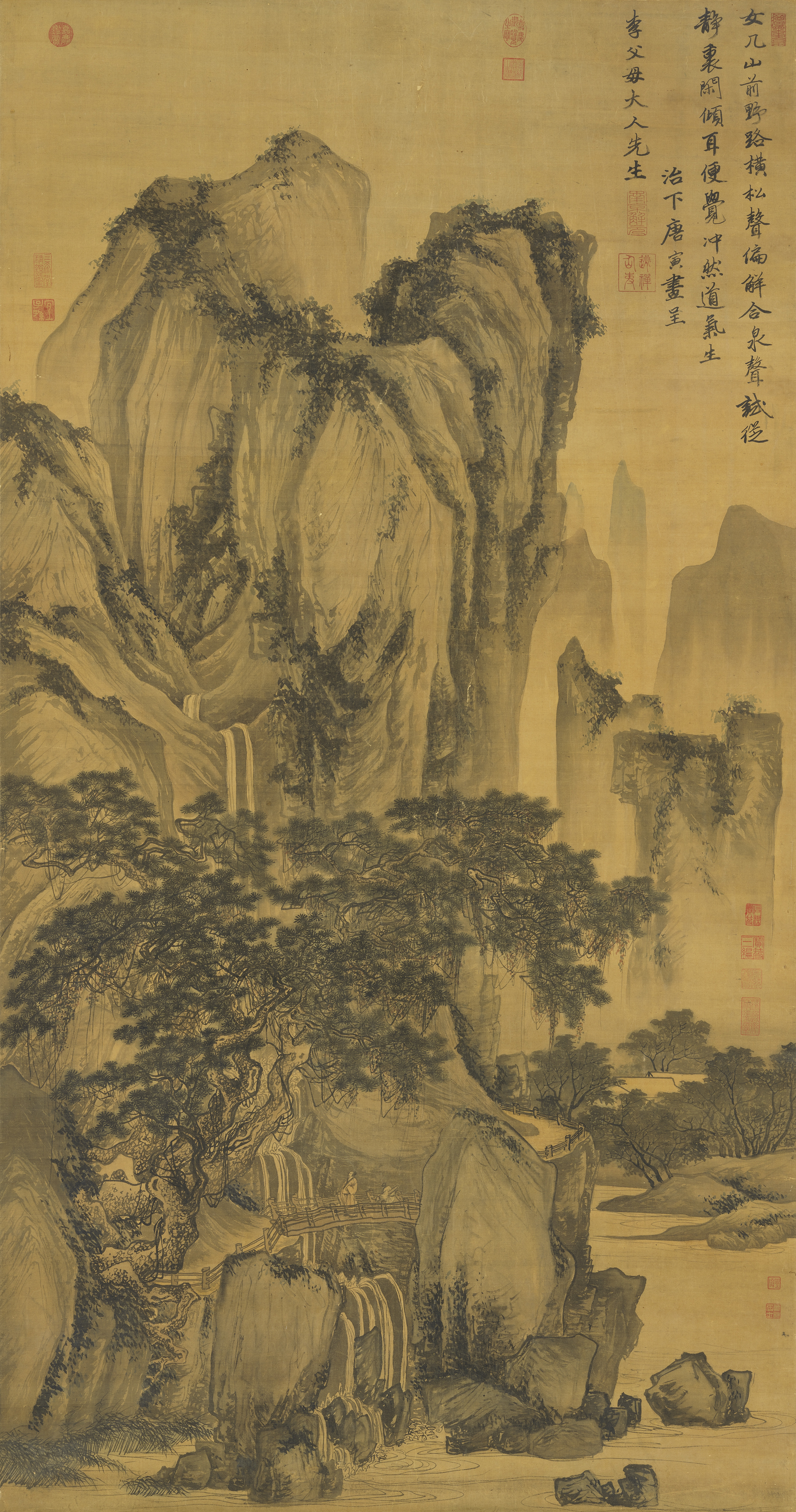
山路松声　台北　國立故宮博物館
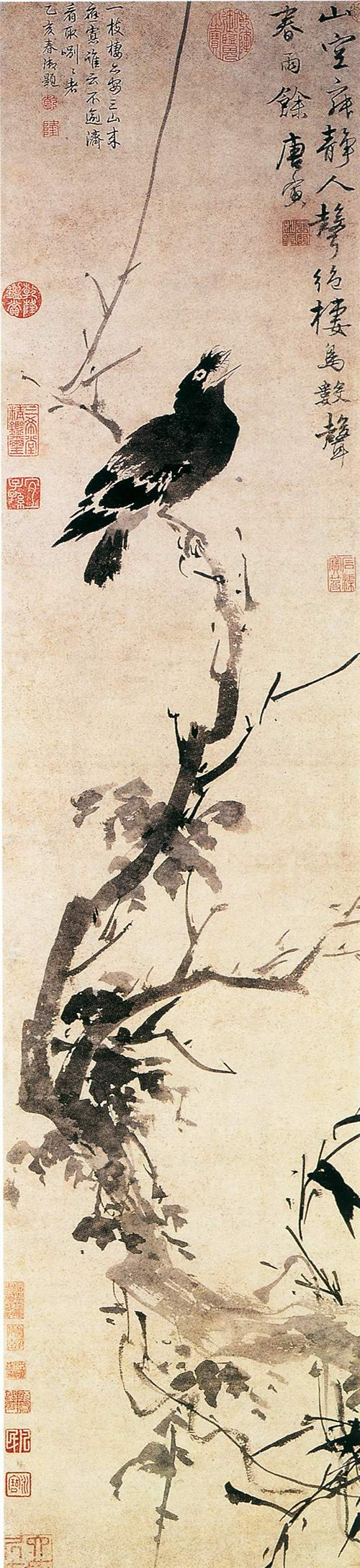
Quiet Empty Mountain - Bird (Pied Magpie)　上海博物館

## 唐寅が登場する作品
- 陳舜臣「日本早春図」『漢古印縁起』講談社、中公文庫